# Wilhelm von Schwerin
Wilhelm Johan Ludvig von Schwerin, född 2 december 1792 i Erstavik i Stockholm, död 27 september 1808 i Kalajoki, var en svensk greve och underlöjtnant vid Svea artilleriregemente. Han deltog i Finska kriget 1808–1809 i Österbotten. Han sårades i slaget vid Oravais och avled av sina skador två veckor senare i Kalajoki i Uleåborgs län. Wilhelm von Schwerin förekommer i Johan Ludvig Runebergs epos Fänrik Ståls sägner.

## Biografi
Wilhelm von Schwerin var son till prosten tillika riksdagsmannen greve Fredrik Bogislaus von Schwerin (1764–1834) och Lovisa Charlotta af Petersens samt yngre bror till Filip von Schwerin.
Wilhelm von Schwerin var med bland de trupper som av generalmajor Eberhard von Vegesack landsattes i Kristinestad vid Bottenhavets östra kust i augusti 1808. 1808 hade von Vegesack förordnats till befälhavare över den västra arméns vänstra flygel och ryckte med denna in i Norge, men fick omedelbart därefter befallning att som befälhavare för den så kallade svenska fördelningen övergå till Finland, där han deltog i flera bataljer, bland annat i det blodiga slaget vid Oravais. Belöningen för Vegesacks  uppoffringar och mod blev den gången, att han hastigt kallades till Stockholm och ställdes inför krigsrätt för det han landstigit i Kristinestad i stället för i Björneborg, såsom orderna lydde. Vegesack lyckades bevisa att han inte bar skuld och han frikändes av krigshovrätten. Gustaf IV Adolf dömde honom dock personligen till livstids fästning. Domen hann dock aldrig verkställas eftersom revolutionen kom emellan.

### Ömossa och Oravais

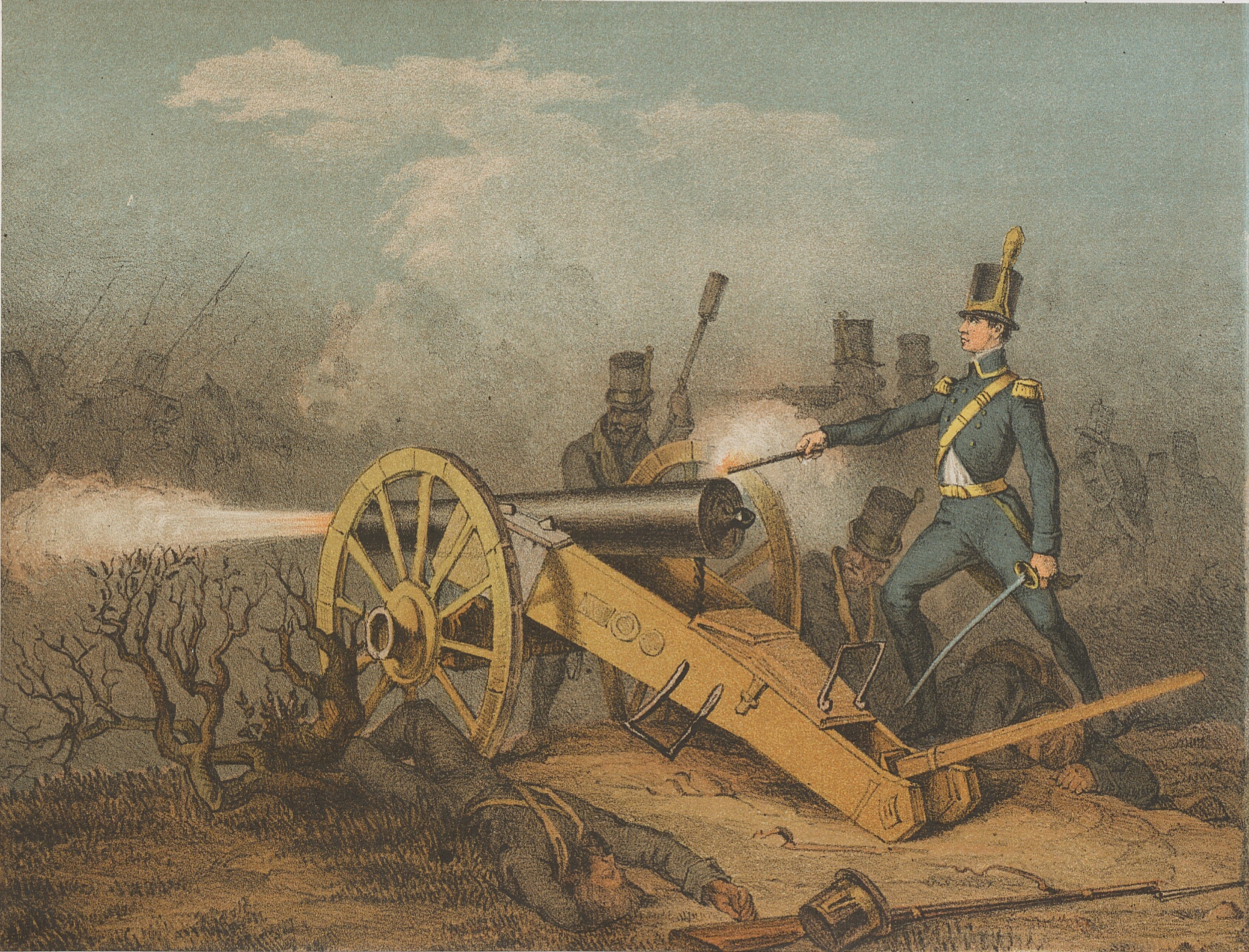
Schwerin stoppar kosackerna under Slaget vid Ömossa

von Schwerin deltog redan den 6 september i slaget vid Ömossa under chefens för Upplands regemente, Thure Drufvas, befäl. von Schwerin förde i slaget befäl över två sexpundiga kanoner. Svenskarna ställdes mot en stor rysk styrka, med fler kanoner, och ett flertal kosacker attackerade von Schwerins ställning. Pjäsbesättningen flydde till viss del, varför von Schwerin själv fick ladda, rikta och avfyra kanonerna, uppgifter som i normala fall krävde fem personer. Trots detta lyckades han hejda kosackernas anfall. Då striden dämpade sig något jagade han ifatt de flyende manskapet samt fick dem att återgå till sin ställning. Kosackerna anföll nu ställningen ytterligare tre gånger, men de stoppades av von Schwerin som beordrade kanonerna att skjuta med druvhagel. Därefter drog sig von Schwerin tillbaka i ordnad reträtt, och han lyckades undkomma med sina bägge kanoner. Efter slaget blev von Schwerin tackad av officerskåren, för att han täckt avdelningens reträtt, och han omnämndes för sin tapperhet i rapporten till högkvarteret.

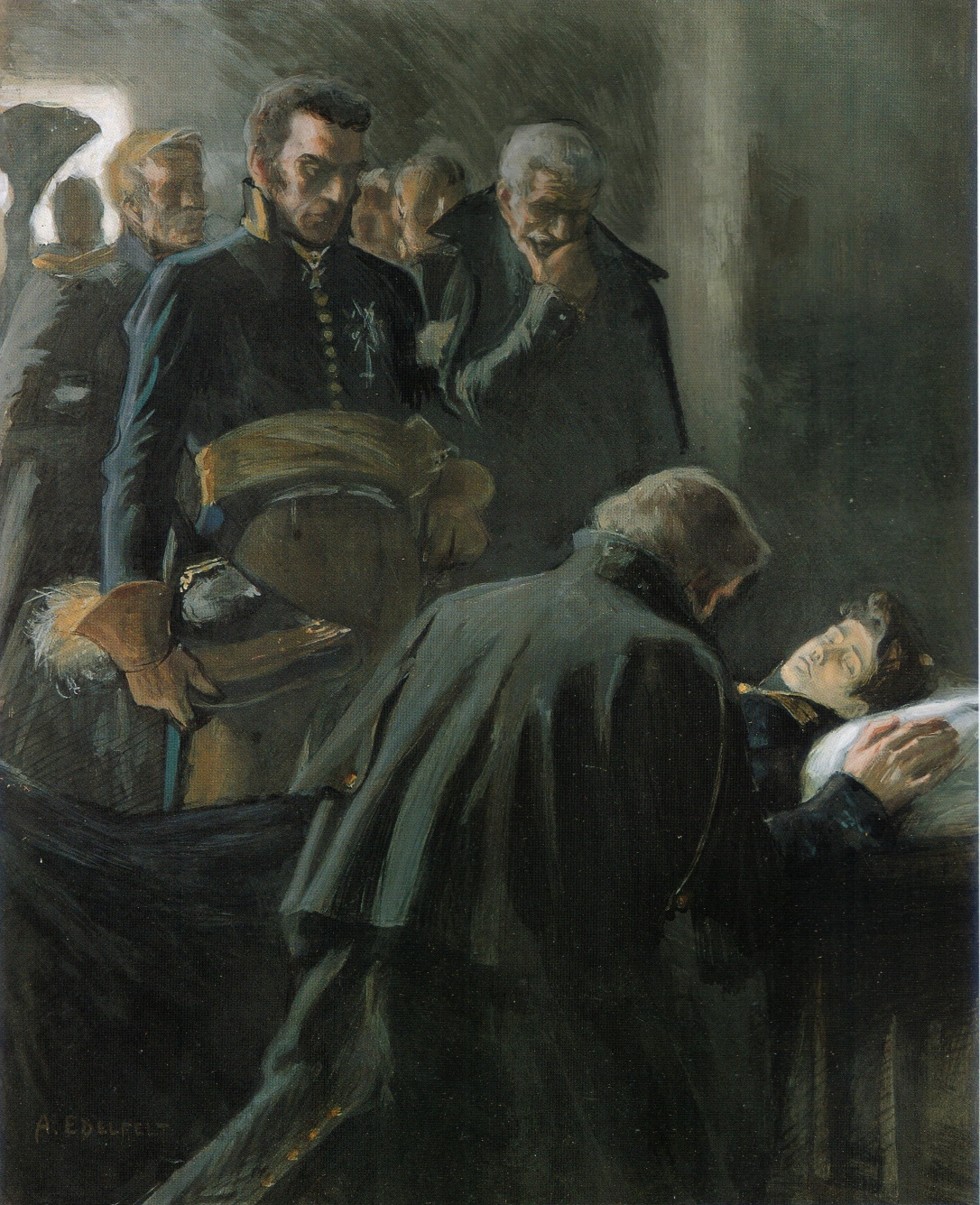
Wilhelm von Schwerins död, målning av Albert Edelfelt.

I nästa drabbning, slaget vid Oravais den 14 september 1808, visade han ytterligare prov på stor tapperhet. von Schwerin hade i uppgift att försvara och täcka en bro, och det var över denna bro som ryssarna satte in sitt anfall direkt på morgonen, runt klockan fem. Anfallet möttes av von Schwerins kanoner och Hälsinge regemente. von Schwerin försvarade tappert bron till klockan 10, då han blev sårad. Han skulle precis börja dra sig tillbaka, då det stod klart att han var omringad. von Schwerin hoppade då upp på en av kanonhästarna, då hans egen var skjuten, beordrade sina män att utropa i ett ljudligt hurra samt att följa honom. De slog sig så genom fiendes linjer, som mötte dem med fällda bajonetter. von Schwerin lyckades tas sig igenom med sina kanoner i behåll. Nästa dag blev han på nytt svårt sårad. Han fördes då till Kalajoki, där han avled den 27 september 1808. Major Sten Sture skrev i slutet av september att det var inte skadorna från slaget som tog von Schwerins liv utan rödsot och ett brustet blodåder i näsan. 
Von Schwerin begravdes i Kalajoki.

## I Fänrik Ståls sägner
Wilhelm von Schwerin finns med i Johan Ludvig Runebergs diktepos Fänrik Ståls sägner, där hans berättelse återges i en dikt med hans namn. I en strof mot slutet står det;
| ” | Det var, när Oravais' blodiga dag Till sorg gick opp, När segern själv blev ett nederlag, Som bröt vårt hopp. Då, säger man, strålade klarast hans mod, Då träffade säkrast hans vingade lod, Då eldades varmast kanonen, När han stänkte den röd med sitt blod. | „ |

## Minnesmärken

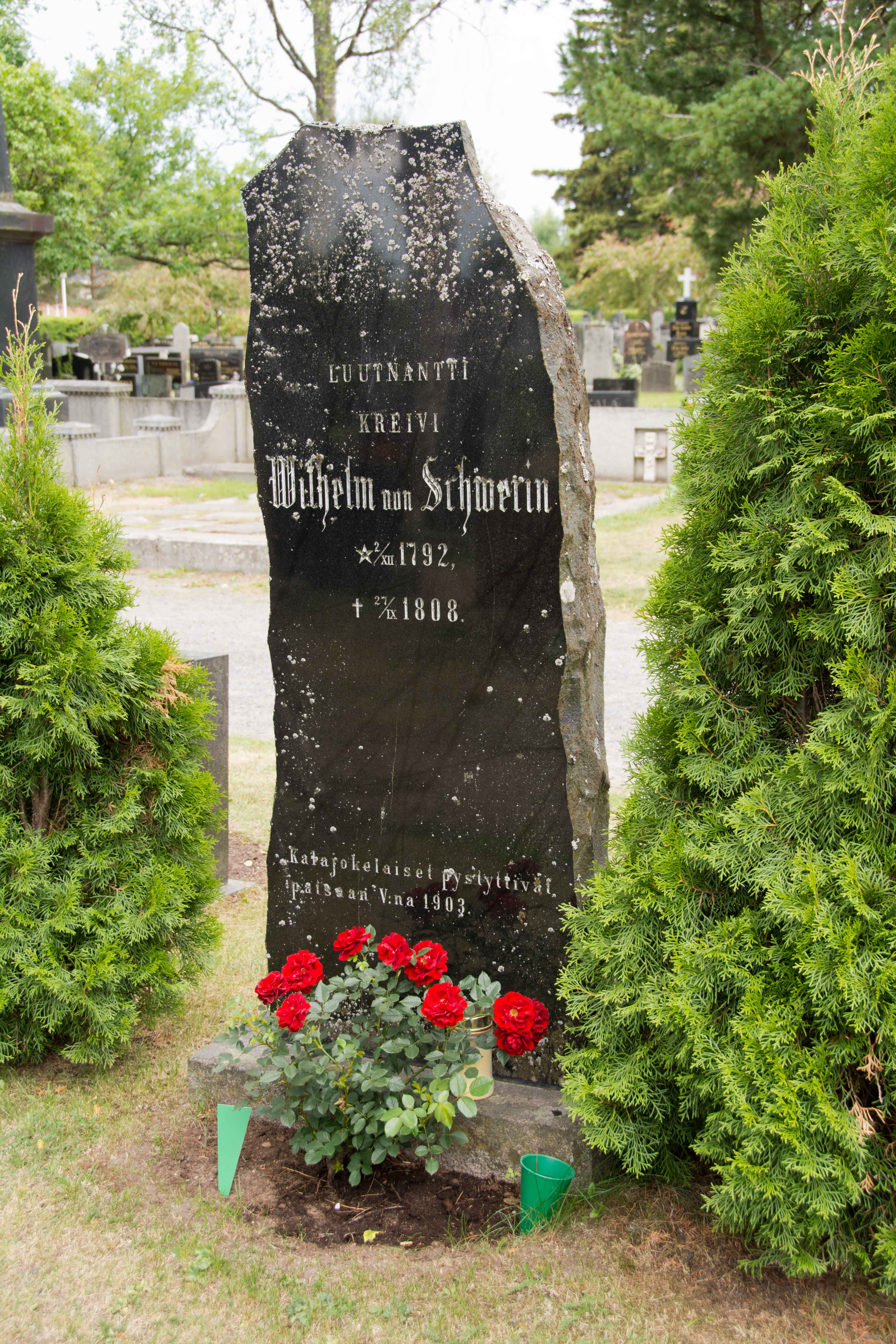
Wilhelm von Schwerins minnesmärke på Kalajokis kyrkogård.

Vid Tärna folkhögskola i Kumla kyrkby i Sala kommun samt i Ömossa by i Kristinestads kommun i Finland finns en minnessten över Wilhelm von Schwerin. En porträttmedaljong är uppsatt i sakristian i Sala Kristina kyrka.
Nära riksväg 8 finns det några kilometer söder om Oravais centrum en liten och gammal sandväg som går över en gammal bro. Vid sandvägens början ute vid riksväg 8 finns det en röd målad stolpe med svart vägskylt och med den vita texten "Wilhelm von Schwerins bro".
På Kalajoki kyrkas kyrkogård restes 1903 ett minnesmärke över von Schwerin.

## Brev
På Wikisource finns ett brev skrivet av Wilhelm von Schwerin den 17 september 1808 till sina föräldrar. Det skrevs alltså 10 dagar innan han dog, endast 15 år gammal.
- Wikisource har originalverk som rör Wilhelm von Schwerin.

## Bilder

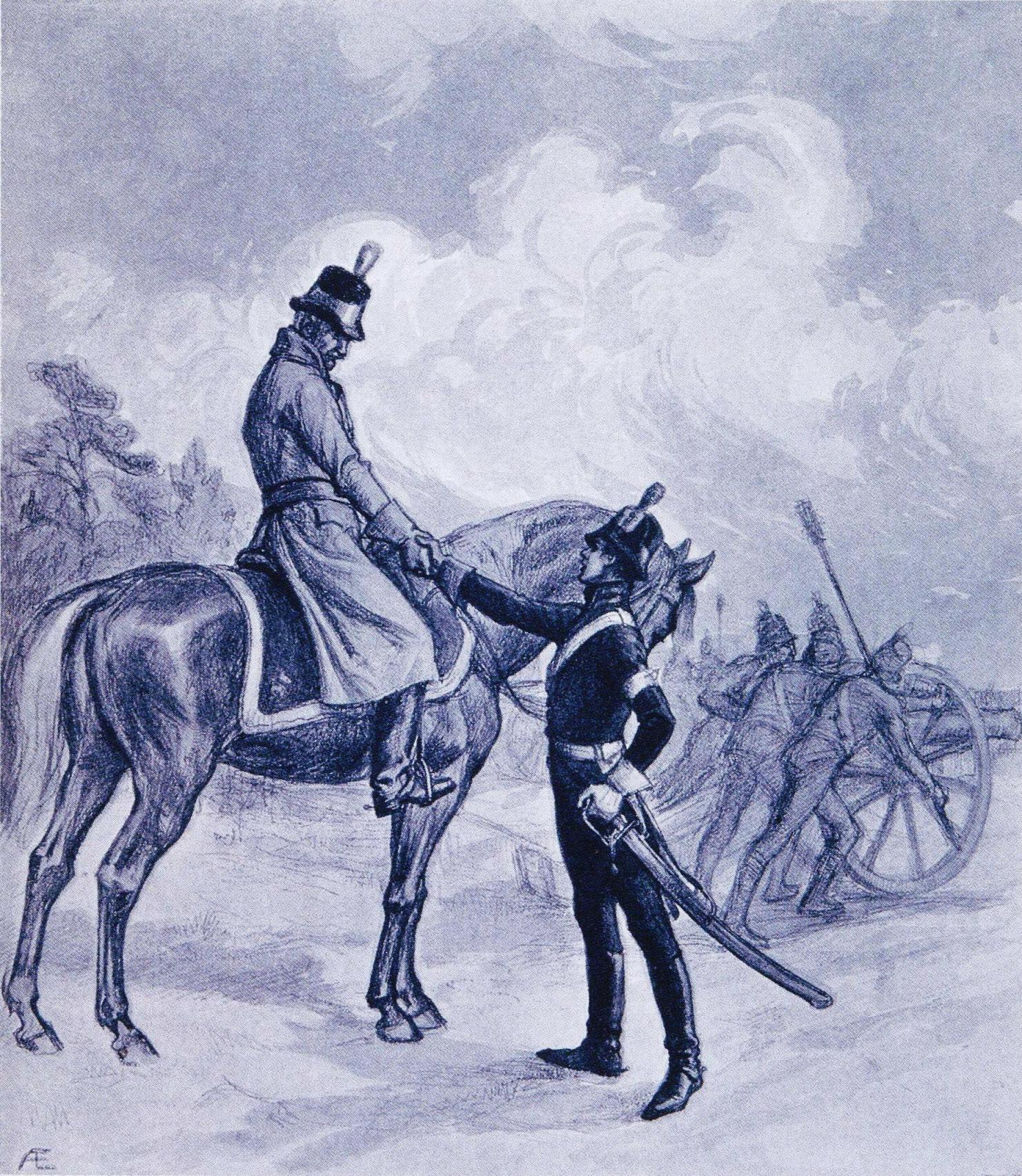
Wilhelm von Schwerin, teckning av Albert Edelfelt (1854–1905) år 1900.
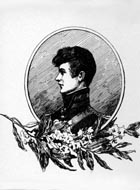
Wilhelm von Schwerin, teckning av Albert Edelfelt (1854–1905) från 1890-talet.
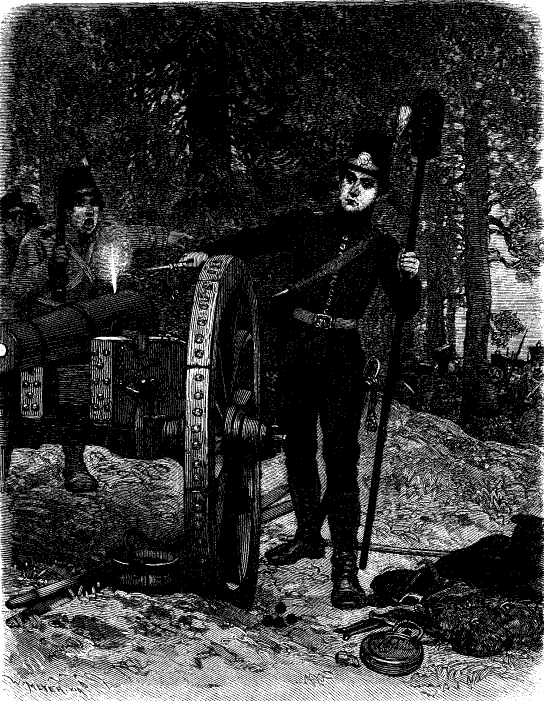
Wilhelm von Schwerin vid Ömossa den 6 september 1808, teckning av August Malmström (1829–1901).
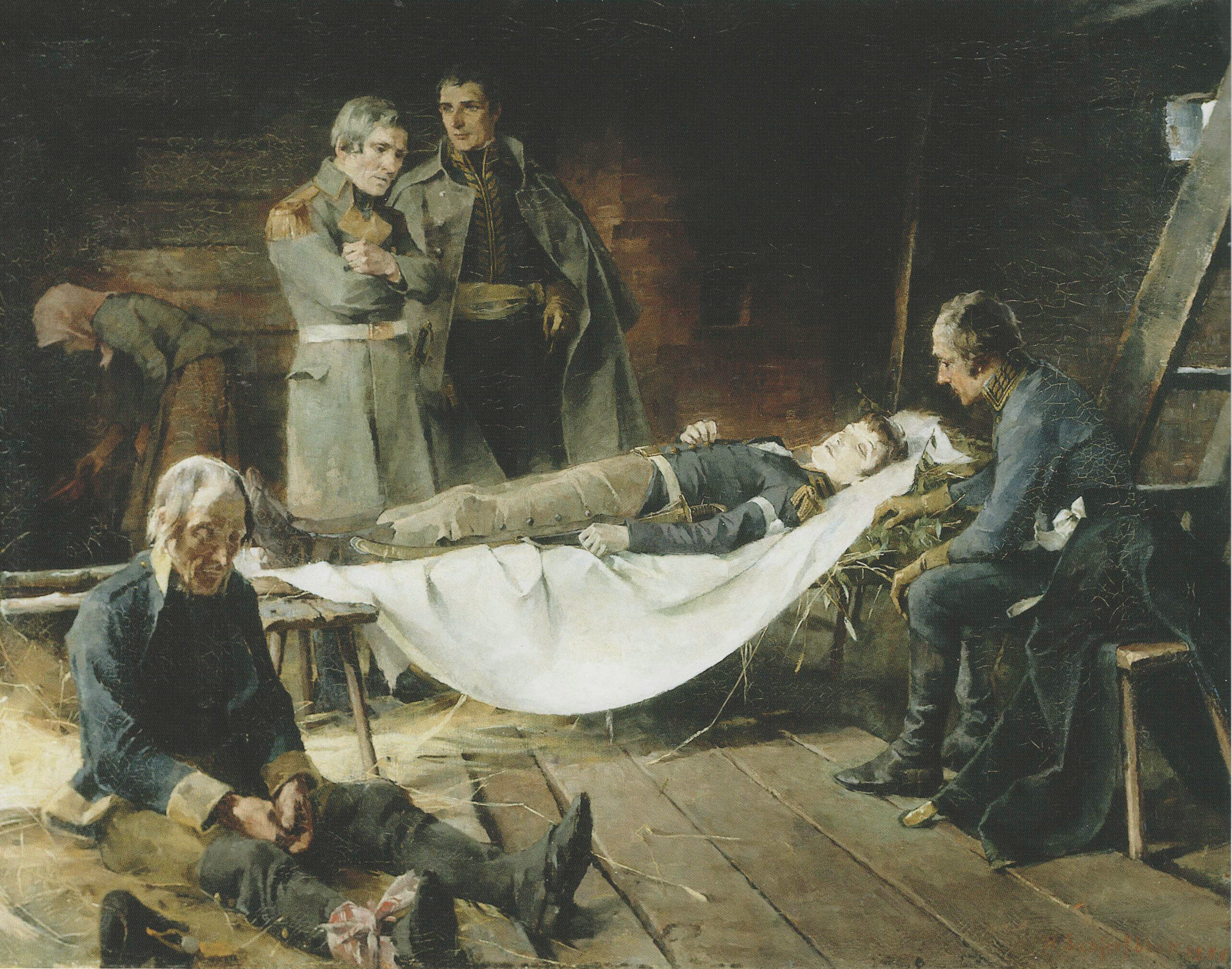
Wilhelm von Schwerins död, teckning av Helene Schjerfbeck (1862–1946) från 1886. Åbo konstmuseum, Finland.